# Personaggi di The Idolmaster

Il cast dei personaggi dell'anime nell'ultimo episodio della serie.

Di seguito sono elencati i principali personaggi della serie di videogiochi ed anime giapponese The Idolmaster.

## Studio 765
Haruka Amami (天海春香?, Amami Haruka)
Doppiata da Eriko Nakamura
Data di nascita: 3 aprile
Età: 16/17
Altezza: 158 centimetri
Peso: 45kg/46kg
Gruppo sanguigno: Tipo O
Image Color:     Rosso
Image Song: "Taiyou no Jealousy", "Otome yo Taishi wo Idake", "START!!", "I Want" e "Watashi wa Idol♥" (con Iori)
Haruka è la ragazza a tutto tondo e la protagonista di The Idolm@ster. Le piace cantare e fare dolci sin da quando era una bambina, nonostante il fatto che non sembra avere un talento particolare in cucina. È facilmente preda dell'entusiasmo ed e un po' goffa, ammettendo ella stessa di cadere almeno una volta al giorno. Tuttavia, Haruka è molto positiva e mantiene una forte determinazione, lavorando sempre sodo da rendere il produttore felice.
Chihaya Kisaragi (如月千早?, Kisaragi Chihaya)
Doppiata da Asami Imai
Data di nascita: 25 febbraio
Età: 15/16
Altezza: 162 centimetri
Peso: 41kg
Gruppo sanguigno: Tipo A
Image Color:      Blu
Image Song: "Aoi Tori", "Nemurihime", "arcadia", "Me ga Au Toki," e "Omoide o Arigatou" (con Miki)
Fredda e seria, Chihaya è il personaggio con il maggior entusiasmo verso la musica (e secondo il gioco, quella dotata del più grande talento naturale) fra tutte le ragazze, arrivando ad ammettere che se non dovesse essere più in grado di cantare, preferirebbe morire. È l'unica a cui non interessa essere una idol, ma preferisce essere una cantante. Durante il proprio tempo libero, Chihaya ama ascoltare musica classica, ed in genere trascorre molto tempo da sola, dando un'aura di maturità. In realtà è solo molto imbarazzata quando si tratta di comunicare con altre persone. Chihaya ha un passato travagliato a causa della morte del fratello minore di otto anni in un incidente stradale, di cui lei stessa si accusa. la morte del fratello ha anche portato i suoi genitori a divorziare.
Yukiho Hagiwara (萩原雪歩?, Hagiwara Yukiho)
Doppiata da Yurika Ochiai (The Idolmaster: Arcade, Xbox 360 versions,The Idolmaster: SP,and,The Idolmaster: Dearly Stars), Azumi Asakura (The Idolmaster 2, Anime)
Data di nascita: 24 dicembre
Età: 16/17
Altezza: 154/155 centimetri
Peso: 40kg/42 kg
Gruppo sanguigno: Tipo A
Image Color:      Bianco
Image Song: "First Stage", "ALRIGHT*", "Nando mo Ieru yo", "Kosmos, Cosmos," e "My Best Friend" (con Ritsuko e Takane)
Una terribile piagnona, Yukiho aspira a diventare una idol per potersi liberare dal suo carattere pauroso. Ha paura dei cani (persino dei chihuahua) e non riesce neppure ad andare d'accordo con i ragazzi. Essendo cresciuta in una famiglia tradizionalista giapponese, Yukiho adora il te, soprattutto il te verde. Il suo hobby è la poesia, ma è troppo timida per recitare a qualcuno le proprie composizioni. Quando è depressa, ha l'abitudine di fuggire via, esclamando che "scaverà una buca e vi seppellirà dentro". Benché si tratti solo di un modo di dire, nell'anime viene spesso mostrato che effettivamente Yukiho si mette a scavare, prima di essere fermata da qualche altro personaggio.
Yayoi Takatsuki (高槻やよい?, Takatsuki Yayoi)
Doppiata da Mayako Nigo
Data di nascita: 25 marzo
Età: 13/14
Altezza: 145 centimetri
Peso: 37 kg
Gruppo sanguigno: Tipo 0
Image Color:      Arancione
Image Song: "Ohayou!! Asagohan", "Genki Tripper", "Smile Taisou", "Kiramekirari", e "GO MY WAY!!" (con le gemelle Futami)
Yayoi è una ragazza allegra e solare, molto legata alla propria famiglia. Per via della posizione lavorativa instabile del padre, la sua famiglia è abbastanza povera, cosa indicata dagli abiti di Yayoi, che lei indossa molto a lungo. Per guadagnare denaro extra, Yayoi spesso si occupa di fare lavori di pulizia o altri servizi presso l'edificio della 765 Production, attività che continua a svolgere anche una volta diventata una idol. È infinitamente energetica, ed eternamente positiva. Yayoi è la più grande di sei fratelli di cui si deve sempre prendere cura, ed è sempre alla ricerca di una figura maschile che le faccia da fratello maggiore.
Ritsuko Akizuki (秋月律子?, Akizuki Ritsuko)
Doppiata da Naomi Wakabayashi
Data di nascita: 23 giugno
Età: 18/19
Altezza: 156 centimetri
Peso: 43kg
Gruppo sanguigno: Tipo A
Image Color:      Verde
Image Song: "Mahou o Kakete!", "livE", "Ippai Ippai" e "My Best Friend" (con Yukiho e Takane)
Ragazza intelligente e studiosa, Ritsuko crede maggiormente nella teoria che nello spirito. Inizialmente era una impiegata della 765 Production, per via della mancanza di ragazze fu assunta come idol. A causa di ciò, Ritsuko è ancora molto invischiata nell'aspetto amministrativo del gruppo, ed è pronta a riprendere il produttore se le cose non stanno andando bene. Anche il suo look rispecchia questo suo lato del carattere: RItsuko indossa sempre gli occhiali e sfoggia una pettinatura sobria e pratica, indipendentemente dal costume che le viene assegnato. In The iDOLM@STER 2, Ritsuko diventa la produttrice del gruppo Ryugu Komachi.
Azusa Miura (三浦あずさ?, Miura Azusa)
Doppiata da Chiaki Takahashi
Data di nascita: 19 luglio
Età: 20/21
Altezza: 168 centimetri
Peso: 48kg
Gruppo sanguigno: Tipo 0
Image Color:      Viola
Image Song: "9:02 PM," "Tonari Ni...", "Mythmaker" e "Massugu" (con Makoto)
La più grande fra tutte le idol del gioco, la personalità di Azusa è generosa ed è considerata da tutti una sorella maggiore. È amichevole e tranquilla, benché sia dotata anche di un forte senso di direzionalità. Accade spesso che porti a passeggio il proprio cane, e finisca per essere ritrovata in luoghi estremamente lontani senza avere neppure l'idea del perché si trovi lì. Azusa ama predire il futuro ed è fortemente convinta che un giorno si innamorerà di un "predestinato". Infatti uno dei motivi per cui è diventata una idol è proprio di incontrare questo "predestinato".
Iori Minase (水瀬伊織?, Minase Iori)
Doppiata da Rie Kugimiya
Data di nascita: 5 maggio
Età: 14/15
Altezza: 150/153 centimetri
Peso: 39 kg/40 kg
Gruppo sanguigno: Tipo AB
Image Color:      Rosa
Image Song: "HERE WE GO!!", "DIAMOND", "Rizora", "Futari no Kioku" e "Watashi wa Idol♥" (con Haruka)
Figlia di uno dei soci del presidente della 765 Production, Iori è una ragazza viziata e ricca che ostenta la ricchezza della sua famiglia. Anche se è molto gentile e raffinata sul palco d in pubblico, quando è con le ragazze o con il produttore ha una lingua molto tagliente, ed è sempre pronta a rimproverare l'intelligenza altrui (soprattutto quella del produttore).Come risultato di aver avuto due fratelli maggiori, Iori è cresciuta con un forte senso di competitività, e quindi raramente mostra i punti deboli. Tuttavia, Iori ha anche un lato tenero, che viene fuori molto raramente, ma che la rende un perfetto personaggio tsundere character.
Makoto Kikuchi (菊地真?, Kikuchi Makoto)
Doppiata da Hiromi Hirata
Data di nascita: 29 agosto
Età: 16/17
Altezza: 157/159 centimetri
Peso: 42 kg/44 kg
Gruppo sanguigno: Tipo 0
Image Color:      Nero
Image Song: "Agent Yoru o Yuku", "tear", "Jitensha", "Meisou Mind," e "Massugu" (con Azusa)
Makoto è popolare come "pretty-boy idol" all'interno della 765 Production, ed ha un maggior numero di fan donne che non uomini per via del suo aspetto mascolino. Makoto era già molto popolare fra le sue compagne di scuola, e il suo lavoro di idol ha notevolmente peggiorato la situazione. Sotto l'aspetto burbero da dura, tuttavia Makoto è una ragazza onesta e sensibile che sogna di riuscire a diventare più femminile. Quindi, all'insaputa di suo padre ha deciso di diventare un idol al fine di trovare un modo per abbandonare i modi da maschiaccio e per mostrare agli altri il suo lato femminile.
Ami e Mami Futami (双海亜美・真美?, Futami Ami e Mami)
Doppiata da Asami Shimoda
Data di nascita: 22 maggio
Età: 12/13
Altezza: 149/158 centimetri
Peso: 39 kg/42 kg
Gruppo sanguigno: Tipo B
Image Color:      Giallo
Image Song: "Positive!", "Start→ Star→", "Remei Starline", "Gemmy" (Mami), "YOUou MYshin!" (Ami) e "GO MY WAY!!" (conYayoi)
Una giocosa coppia di gemelle in grado di cantare all'unisono. Ami e Mami both amano giocare e prendere in giro i propri amici, anche se Mami sembra in qualche modo un po' più matura rispetto ad Ami. L'unico elemento di distinzione fra le due è l'acconciatura: Ami raccoglie una coda sulla destra, mentre Mami sulla sinistra. Per il resto sono perfettamente identiche e per tale ragione sfruttano questa loro caratteristica per presentarsi al pubblico a turno, ma nelle vesti di una sola persona (Ami). Gli unici a conoscenza di questo segreto sono i dipendenti della 765 production. Il segreto viene poi svelato in The iDOLM@STER 2.

## Project Fairy / Studio 961/765
Personaggi introdotti in The Idolmaster SP
Miki Hoshii (星井美希?, Hoshii Miki)
Doppiata da Akiko Hasegawa
Data di nascita: 23 novembre
Età: 14/15
Altezza: 159/161 centimetri
Peso: 44 kg/45 kg
Gruppo sanguigno: Tipo B
Image Color:      Verde chiaro
Image Song: "relations", "Furufuru Future☆", "Shocking na Kare", "Day of the Future", "Omoide o Arigatou" (con Chihaya) e "Overmaster" (con Hibiki and Takane)
Miki non ha mai lavorato seriamente nella propria vita, e perciò ha sempre un approccio molto rilassato nei confronti di qualunque cosa. È inoltre molto fortunata, come quasi tutti i membri della sua famiglia, al punto di ricevere 20 confessioni d'amore in un unico giorno. Dato che appare soltanto nella versione per Xbox 360 del gioco, Miki è in qualche modo la seconda protagonista, dietro Haruka. Nel corso del gioco taglierà i propri capelli e smetterà di tingerli di biondo. Originariamente non doveva apparire nel gioco, come era evidente dai promo e dal fatto che è l'unico personaggio a non comparire in Idolmaster: XENOGLOSSIA.
Hibiki Ganaha (我那覇響?, Ganaha Hibiki)
Doppiata da Manami Numakura
Data di nascita: 10 ottobre
Età: 15/16
Altezza: 152 centimetri
Peso: 41 kg
Gruppo sanguigno: Tipo A
Image Color:      Azzurro
Image Song: "Next Life", "TRIAL DANCE" e "shiny smile" "Overmaster" (con Miki e Takane)
Hibiki è un membro del 'Project Fairy', ed appare nella versione PSP come rivale. Proveniente da Okinawa, è estremamente energetica ed allegra, ed a dispetto della rivalità con le altre idol, lei rimane sempre amichevole con tutti. Ha diversi animali a casa: un criceto di nome Hamzou, un pappagallo, un coniglio, un cane, un gatto, un maiale, uno scoiattolo ed un coccodrillo.
Takane Shijou (四条貴音?, Shijou Takane)
Doppiata da Yumi Hara
Data di nascita: 21 gennaio
Età: 17/18
Altezza: 169 centimetri
Peso: 49 kg
Gruppo sanguigno: Tipo B
Image Color:      Bordeaux
Image Song: "Flower Girl", "Kazahana" e "My Best Friend" (con Ritsuko e Yukiho) "Overmaster" (con Miki e Hibiki)
Takane un membro del 'Project Fairy', ed appare nella versione PSP come rivale. Takane è sempre molto elegante e si comporta in modo abbastanza snob e supponente nei confronti degli altri. Orfana di madre, vive con il suo rigido maggiordomo, dato che il padre, facoltoso proprietario di una grande azienda, è sempre in viaggio per affari. È fluente in numerose lingue ed è dotata di grande intelligenza.

## Project Jupiter / Studio 961
Un gruppo maschile prodotto dallo Studio 961. Viene formato dopo che Miki, Takane e Hibiki lasciano lo Studio 961. Nell'anime, sono un gruppo già affermato e popolare. Lasciano lo Studio 961 per proseguire una carriera in proprio.
Touma Amagase (天ヶ瀬 冬馬?, Amagase Touma)
Doppiata da Takuma Terashima
Età: 17
Image Song: "Alice or Guilty".
Hokuto Ijuuin (伊集院北斗?, Ijuuin Hokuto)
Doppiata da Daichi Kanbara
Età: 20
Image Song: "Alice or Guilty".
Shouta Mitarai (御手洗翔太?, Mitarai Shouta)
Doppiata da Matsuoka Yoshitsugu
Età: 14
Image Song: "Alice or Guilty".

## Idol dello Studio 876
Tre nuovi idol della 876 Production che vengono introdotti in The Idolmaster Dearly Stars. Appaiono anche in un episodio dell'anime.
Ai Hidaka (日高愛?, Hidaka Ai)
Doppiata da Haruka Tomatsu
Età: 13
Image Color: Ambra
Image Song: "ALIVE" e "Hanamaru"
Considerata un clone più giovane di Haruka, Ai è descritta come un instancabile piccolo carro armato, che non perde mai fiducia. Sua madre, Mai Hidaka, era una celebre idol del passato, che abbandonò lo spettacolo dopo essere rimasta incinta di Ai all'età di quindici anni.
Eri Mizutani (水谷絵理?, Mizutani Eri)
Doppiata da Kana Hanazawa
Età: 15
Image Color: Pervinca
Image Song: "Precog" e "Crossword"
Ex hikikomori e celebrità di internet, dove è conosciuta come "Ellie".
Ryo Akizuki (秋月涼?, Akizuki Ryo)
Doppiata da Yūko Sanpei
Età: 15
Image Color: Verde menta
Image Song: "Dazzling World" e "Himitsu no Sangoshou"
Un ragazzo che ha finto di essere una ragazza per riuscire ad ottenere un contratto. È il cugino di Ritsuko.

## Staff della 765 production
Producer (プロデューサー?, Purodyūsā)
Doppiato da Yūki Tai (Drama CDs), Kenji Akabane (Anime)
Protagonista di The Idolm@ster, è un giovane apprendista produttore, a cui è stato affidato un nutrito gruppo di idol. Nel videogioco, il suo nome viene scelto dal giocatore, in quanto è tecnicamente il personaggio da lui controllato. Conseguentemente anche la sua personalità dipende dalle scelte del giocatore. :Nell'anime, invece è un giovane con gli occhiali, conosciuto semplicemente come "Producer-san". È un instancabile lavoratore, protettivo ed affettuoso nei confronti delle ragazze di cui si occupa. Oltre ad occuparsi dei loro impegni lavorativi, si prende molto cura delle ragazze anche dal punto di vista umano ed affettivo. Il suo punto debole è la paura dei cani (che condivide con Yukiho).
Jun'ichirō Takagi (高木 順一朗?, Takagi Jun'ichirō)
Doppiato da Kan Tokumaru
Anziano presidente della 765 Production, non viene mai mostrato in volto né nell'anime né nel videogioco, se non come silhouette. Passa la maggior parte del proprio tempo all'interno dell'edificio della 765 Production, ed è' molto amato e rispettato dai suoi dipendenti.
Junjirō Takagi (高木 順二朗?, Takagi Junjirō)
Doppiato da Hōchū Ōtsuka
Cugino di Jun'ichirō e nuovo presidente della 765 Productions in iDOLM@STER 2. Così come suo cugino, viene mostrato sempre e solo come silhouette.
Kotori Otonashi (音無 小鳥?, Otonashi Kotori)
Doppiata da Juri Takita
Image Color: Crema
Image Song: "Sora"
Segretaria presso la 765 Production, nel videogioco compare solo alla fine, ma è un personaggio ricorrente nell'anime e nei CD drama. È inoltre la mascotte dei siti web legati alla serie. Kotori è sicuramente un po' più grande delle altre ragazze (ha un'età compresa fra i venti ed i trenta anni), e benché non sia una idol, anche lei ha un buon talento nel canto.
Yūtarō Takagi (高木 裕太郎?, Takagi Yūtarō)
Nipote di Jun'ichirō e protagonista del manga THE IDOLM@STER Break!, Yūtarō è un fan delle idol della 765 Productions, e soprattutto di Haruka. È costretto ad assumere la direzione dell'agenzia, quando suo nonno si ammala, affrontando per la prima volta nella sua vita questioni di carattere pratico ed economico, occupandosi contemporaneamente della carriera delle idol.

## Staff della 961 production
Takao Kuroi (黒井 崇男?, Kuroi Takao)
Doppiato da Takehito Koyasu
Produttore di Hibiki, Miki e Takane, come gli altri produttori, non viene mai mostrato in volto, ma come il produttore dello Studio 876, viene mostrato solo come silhouette. Nell'anime ed il iDOLM@STER2, Hibiki, Miki e Takane fanno parte dello Studio 765, e Kuroi forma un nuovo gruppo maschile chiamato Project Jupiter. A differenza del produttore dello studio 765, però Kuroi è crudele e senza scrupoli, e non esita ad intralciare i propri concorrenti anche in modo illegale. Un tempo, lui e Junjirō erano colleghi ed amici, ma le loro strade finirono per separarsi proprio per i differenti punti di vista.